# Thorkild Jacobsen
Thorkild Jacobsen, född 7 juni 1904 i Köpenhamn, död 2 maj 1993 i Lebanon, New Hampshire, var en dansk och amerikansk assyriolog.
Jacobsen utbildade sig vid Köpenhamns universitet (masterexamen i semitisk filologi 1927) och blev filosofie doktor vid University of Chicago. På 1930-talet ledde han en arkeologisk utgrävning av den vid den tiden äldsta kända akvedukt i Irak. År 1944 erhöll han amerikanskt medborgarskap. Han tjänstgjorde som professor vid University of Chicago 1946–1963 och vid Harvard University 1963–1974. 1992–1993 var han ordförande för American Oriental Society.
Jacobsen ägnade sig åt studier i  Assyriens, Sumers och Mesopotamiens historia och religion.